# ان‌جی‌سی ۵۶۰
ان‌جی‌سی ۵۶۰ (انگلیسی: NGC 560) یک کهکشان عدسی شکل در صورت فلکی نهنگ است. کهکشان NGC 560 در ۱ اکتبر ۱۷۸۵ توسط ستاره شناس آلمانی-بریتانیایی ویلیام هرشل کشف شد.